# Ágatha Bednarczuk
Ágatha Bednarczuk Rippel (Curitiba, 22 de junho de 1983) é uma jogadora de voleibol de praia brasileira que em 2011 foi medalhista de bronze na Universíada na China e participou de edições do Campeonato Mundial nos anos de 2005, 2013 e 2015, sendo campeã pela primeira vez na edição de 2015, na qual foi eleita a melhor jogadora da competição. Ainda em 2015, conquistou o bronze no World Tour Finals em Fort Lauderdale e o título da temporada do Circuito Mundial. No ano seguinte, tornou-se medalhista olímpica.

## Carreira
Descendente de poloneses, seu pai representava o elenco de voleibol da policia militar e sua tia Giselle, esta foi jogadora profissional, ambos a incentivaram muito e começou a praticar a modalidade  em 1992 na cidade de Paranaguá; e chegou integrar as categorias de base do Londrina/Banestado e  C.A.Paulistano.
No ano de 2001 iniciou sua carreira no vôlei de praia em Paranaguá ao lado formando dupla com Shirley, depois competiu  em outros torneios nesta cidade com as jogadoras Cíntia e Sueli, com esta última atleta  disputou em 2002 a qualificação para participar da 11ª etapa do Circuito Brasileiro de Vôlei de Praia em Feira de Santana, mas não se classificaram.
Na temporada de 2003 foi medalhista de bronze na 1.ª Etapa do Circuito Paranaense de Vôlei de Praia na cidade de Paranaguá, ocasião que formou dupla com  Bruna Figueiredo; com esta mesma parceria alcançou o título 1.º Circuito Paranaense de Vôlei de Praia na cidade de Caiobá, além de jogarem juntas no Circuito Banco do Brasil nesta jornada.
Em meados de 2004 jogou ao lado de Andréa Teixeira na etapa final do Circuito Banco do Brasil quando conquistaram o bronze na etapa de Ipatinga.
Em 2005 pediu para formar dupla com a campeã olímpica Sandra Pires,  e sua carreira progrediu, alcançaram o vice-campeonato nas etapas de Campinas e de João Pessoa do Circuito Banco do Brasil deste ano e eleita a Revelação do ano. Ao lado de Sandra Pires disputou etapas do Circuito Mundial de 2005, alcançando a quinta posição nos Abertos de Milão e Xangai, o sétimo lugar no Aberto de Salvador, a nona posição no Grand Slam de Stavanger e no Aberto de Espinho, além da décima sétima posição no Aberto de Gstaad e no Campeonato Mundial de Vôlei de Praia realizado em Berlim e o melhor resultado da dupla foi o quarto lugar no Aberto de São Petersburgo.

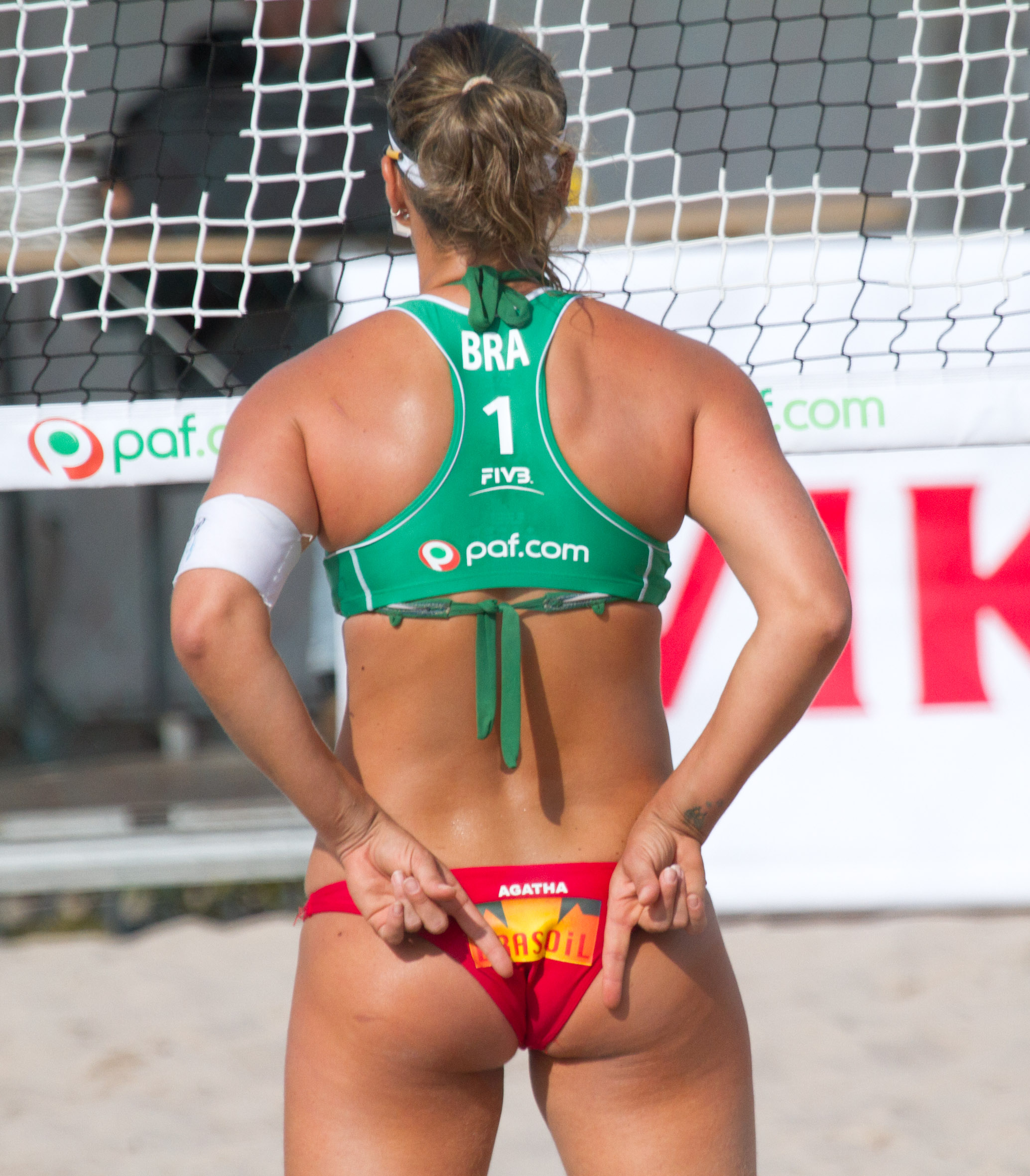
Ágatha sinalizando jogada, em 2012.

Nas jornadas seguintes formou dupla com Shaylyn Bedê conquistando em 2006 o bronze nas etapas de Curitiba, Porto Alegre, Campo Grande e João Pessoa válidas pelo Circuito Banco do Brasil 2006; com esta parceria disputou cinco etapas do Circuito Mundial  e teve a décima sétima posição como a melhor marca, isto foi obtido no Grand Slam de Gstaad.
Ao lado de Shaylyn disputou as competições do período de 2007, alcançando o vice-campeonato nas  etapas de Porto Alegre e de Campo Grande pelo Circuito Banco do Brasil  e o terceiro lugar nas etapas de Vila Velha e Cabo Frio;disputaram catorze etapas do Circuito Mundial, obtendo a quadragésima primeira colocação nos Abertos de Xangai e Santos, a décima sétima  posição no Aberto de Seul, a décima terceira posição nos Abertos de Montreal e Fortaleza e a sétima colocação no Aberto de Marseille.
Em sua terceira temporada jogando ao lado de Shaylyn conquistou o vice-campeonato na etapa de Camaçari e o bronze nas etapas de Xangri-lá e Fortaleza, pelo Circuito Banco do Brasil 2008;juntas disputaram  oito etapas do Circuito Mundial de 2008, alcançando a décima terceira posição no Aberto de Osaka e o vice-campeonato no Aberto do Guarujá Em 2009 fundou uma ONG que utiliza o voleibol de praia e o futebol de areia como ferramentas para inclusão social para crianças e jovens.
Na temporada 2009 mudou de parceria, jogou ao lado de Elize Maia e conquistaram título da etapa e Goiás, válida pelo Circuito Estadual Banco do Brasil e nesta mesma temporada formou dupla com Fabí Aires, com Isabela Maio, não competindo no Circuito Mundial.
Nas competições do ano de 2010 formou dupla com Raquel da Silva, obtendo o bronze na etapa de Caxias do Sul pelo Circuito Banco do Brasil e alcançou o título da segunda etapa do Brasil pelo Circuito Sul-Americano 2010-11, precisamente na cidade de Cabo do Santo Agostinho; e pelo Circuito Mundial, competiram em cinco etapas, obtendo a quadragésima primeira colocação nos Abertos de Brasília e Xangai  e o vice-campeonato  na Etapa Satélite em Chipre, etapa válida também pelo  Circuito Europeu, organizado pela Confederação Europeia Challenger & Satélite.

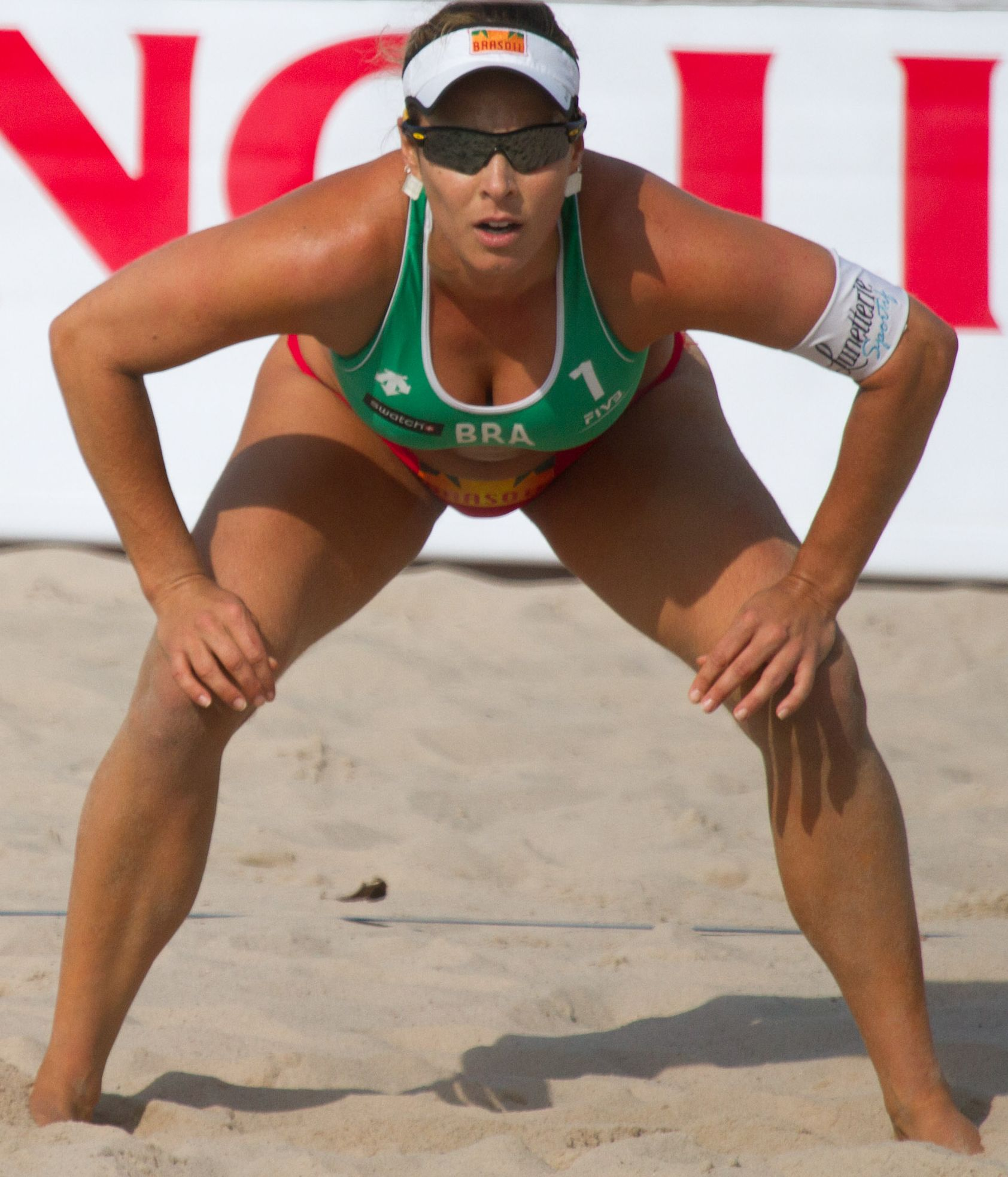
Durante competição em 2012, na expectativa de recepcionar o saque adversário.

Na jornada esportiva de 2011 convida Luiza Amélia para  formar nova parceria, sagrando-se vice-campeã da etapa de Fortaleza do Circuito Banco do Brasil 2011 e o bronze na etapa de João Pessoa. e participou de nenhuma etapa do Circuito Mundial Ainda em 2011 disputou o torneio de vôlei de praia na Universíada de Verão  na cidade de Shenzhen, China,  ao lado de Elize Maia, conquistando a medalha de bronze. finalizando na quinta colocação
Na temporada de 2012 forma dupla com Bárbara Seixas conquistando neste ano o título da etapa do Chile do Circuito Sul-Americano 2011-12, na cidade de Viña del Mar, além da terceira posição na etapa Challenger de Aracaju do Circuito Banco do Brasil de 2012 e vice-campeonato na etapa do Recife deste circuito; obtendo no período 2012-13 os títulos nas etapas de João Pessoa, Maceió e Brasília e os vice-campeonatos nas etapas de Cuiabá e Belo Horizonte, faturando o título geral do Circuito Nacional Banco do Brasil 2012-13 E com esta formação de dupla disputou nove etapas do Circuito Mundial de 2012, obtendo a quadragésima primeira colocação no Aberto de Brasília, a vigésima quinta colocação no Aberto de Sanya, o nono lugar no Grand Slam de Stare Jablonki e no Aberto de Aland, quinto lugar no Grand Slam de Berlim e no Aberto de Bangsaen, Tailândia, conquistou o bronze.
Por opção do então técnico  Marcos Miranda, Seleção Brasileira de Vôlei de Praia, a dupla com Bárbara teve que ser desfeita e passou a competir com Maria Elisa Antonelli, e com esta atleta disputou treze etapas do Circuito Mundial de 2013, incluindo o Campeonato Mundial, este realizado Stare Jablonki, Polônia, no qual alcançaram a décima sétima colocação. Finalizou nas referidas etapas em nono lugar nos Grand Slam de Roma e Berlim, em quinto lugar no Aberto de Fuzhou de nos Grand Slam de Xanguai, Haia, Gstaad, Long Beach, Moscou e Xiamen, obteve também o quarto lugar no Aberto de Phuket, Tailândia, o bronze n Grand Slam de São Paulo e o vice-campeonato no Grand Slam de Corrientes.
Em 23 de março de 2013 casou-se  com preparador físico Renan Rippel na cidade de Morretes, no Paraná; este é seu preparador físico desde 2010. Retomou a dupla com Bárbara Seixas no período seguinte conquistando os títulos válidos pelo Circuito Banco do Brasil 2013-14 das etapas do Guarujá,  São Luís e João Pessoa sendo vice-campeã das etapas de São José e Maceió e terceira colocada nas etapas de Vitória, Rio de Janeiro e Natal, conquistas que rendeu-lhes o bicampeonato geral do Circuito Nacional Banco do Brasil, sendo premiada como a atleta com Melhor Levantamento da temporada 2013-14.
Novamente ao lado de Bárbara disputou em 2014 etapas do Circuito Mundial, alcançando a vigésima quinta posição no Grand Slam de São Paulo, o nono lugar no Aberto de Fuzhou, o mesmo ocorrido no Grand Slam de Moscou; e ainda foi quinta colocada nos Grand Slam de Berlim, Stavanger, Gstaad, Haia e Stare Jablonki, as medalhas de bronze no Grand Slam de Klagenfurt e Xangai,  além disso obteve a prata no Grand Slam de Long Beach e o ouro no Aberto de Puerto Vallarta. Pelo Circuito Brasileiro obteve o vice-campeonato nas etapas de Campinas e Vitória,  a terceira colocação nas etapas de Porto Alegre, São José e João Pessoa e a quarta colocação na etapa de Niterói, juntas disputaram a primeira edição do Super Praia A 2014 e finalizaram na quinta colocação.
Nas competições de 2015-16 atuou ao lado de Bárbara Seixas conquistando em Maceió o título do Super Praia A 2015, alcançou também o quinto lugar na etapa de Fortaleza, quarto lugar na etapa  de Recife, bronze na etapa de João Pessoa e foi vice-campeã na etapa de Belo Horizonte, além dos títulos da etapa de Bauru, o vice-campeonato na etapa de Contagem e o terceiro lugar na etapa de Goiânia Juntas ainda disputaram as etapas do Circuito Mundial, alcançando o nono lugar nos Grand Slam de Moscou e Long Beach; quinta posição nos Masters de Porec e Gstaad e também no Grand Slam de Olsztyn; ainda obteve o vice-campeonato no Major Series de Stavanger, no Grand Slam de Yokohama e no Aberto do Rio de Janeiro; conquistando os títulos do Aberto de Praga e no Grand Slam de São Petersburgo.
Em 2015 obteve de forma invicta inédita medalha de ouro na edição do Campeonato Mundial de Vôlei de Praia em Haia, na Holanda, e Ághata foi premiada como  MVP (Melhor Jogadora) do campeonato, pelo feito obtido também foi homenageada pela Marinha do Brasil, da qual tem a patente de sargento e meses depois desta conquista foram medalhista de bronze no World Tour Finals no mesmo ano, e obtém o título da temporada 2015 do Circuito Mundial, sendo premiada juntamente com Bárbara Seixas como a Melhor Dupla do ano pela FIVB e foram convocadas para Seleção Brasileira de Vôlei de Praia para disputar os Jogos Olímpicos de 2016 no Rio de Janeiro.
Na temporada de 2016 continua competindo ao lado de Bárbara Seixas conquistou o título na etapa de João Pessoa,e conquistaram o bicampeonato do Super Praia A na cidade de João Pessoa
No Circuito Mundial de 2016 alcançou ao lado de Bárbara Seixas a décima sétima posição no Grand Slam de Moscou, o nono lugar no Aberto de Fortaleza, no Grand Slam de Olsztyn e também no Major Series de Porec; alcançou a quinta colocação no Grand Slam do Rio de Janeiro, terceiro lugar no Aberto de Maceió, o vice-campeã no Major Series de Hamburg..Em 2017  ao lado de Duda Lisboa conquistou pela primeira vez para a variante feminina a medalha de ouro da segunda edição do Campeonato Mundial de Vôlei de Praia em 2017 no Rio de Janeiro e também conquistaram a medalha de prata na edição do FIVB World Tour Finals de 2017 disputada em Hamburgo

### Olimpíada 2016
Na semifinal, Ágata e Bárbara venceram a equipe dos Estados Unidos formada por April Ross e a tricampeã olímpica Kerri Walsh, que jamais havia perdido uma partida em Olimpíada. Posteriormente, obtiveram a medalha de prata nos Jogos Olímpicos de 2016 ao serem derrotadas na partida final pela dupla alemã Laura Ludwig e Kira Walkenhorst.
Após Olimpíada, disputou ao lado de Carolina Solberg e foram terceiras colocadas em Curitiba e na terceira etapa em Uberlândia do Circuito Banco do Brasil Open 2016-17, alcançando o quarto lugar e anunciou parceria com Duda Lisboa conquistaram o título da etapa de João Pessoa, foram vice-campeãs nas etapas de Maceió e Aracaju e o terceiro lugar na etapa de Vitória, ao final na classificação geral finalizaram na oitava posição; finalizando a temporada com a conquista do título do Superpraia 2017 realizado em Niterói.
Na edição do FIVB World Tour Finals de 2018 realizado em Hamburgo conquistaram a medalha de ouro ao lado de Duda Lisboa e foram a dupla campeã de todo Circuito Mundial de 2018.

## Títulos e resultados
- Challenge de Guadalajara do Circuito Mundial de 2024
- Elite 16 de Gstaad do Circuito Mundial de 2024
- Challenge de Chiang Mai do Circuito Mundial de 2023
- Challenge de Espinho do Circuito Mundial de 2023
- Finais do Circuito Mundial de 2018
- Etapa do Aberto de Moscou de 2018
- Etapa do Aberto de Varsóvia de 2018
- Etapa do Aberto de Itapema de 2018
- Finais do Circuito Mundial de 2017
- Etapa do Aberto de Olsztyn de 2017
- Etapa do Aberto de Haia de 2017
- Etapa do Aberto de Moscou de 2017
- Etapa do Aberto do Rio de Janeiro de 2017
- Etapa do Major Series de Fort Lauderdale de 2017
- Etapa do Major Series de Hamburg:2016[17]
- Etapa do Aberto de Maceió:2016[17]
- Etapa do Grand Slam de São Petersburgo:2015[17]
- Etapa do Aberto de Praga:2015[17]
- Etapa do Major Series de Stavanger:2015[17]
- Etapa do Grand Slam de Yokohama:2015[17]
- Etapa do Aberto do Rio de Janeiro:2015[17]
- Etapa do Aberto de Puerto Vallarta:2014[17]
- Etapa do Grand Slam de Long Beach:2014[17]
- Etapa do Grand Slam de Klagenfurt:2014[17]
- Etapa do Grand Slam de Xangai:2014[17]
- Etapa do Grand Slam de Corrientes:2013[17]
- Etapa do Grand Slam:2013[17]
- Etapa do Aberto de Phuket:2013[17]
- Etapa Satélite do Chipre:2010[10][17]
- Etapa do Aberto do Guarujá:2008[10][17]
- Etapa do Aberto de Bangsaen:2012[10][17]
- Etapa do Aberto de São Petersburgo:2005[17]
- Etapa do Chile do Circuito Sul-Americano de Vôlei de Praia:2011-12[10]
- Etapa do Brasil do Circuito Sul-Americano de Vôlei de Praia:2010-11[10]
- Super Praia A:2015,[36]2016,[10] 2017[52]
- Etapa de João Pessoa  do Circuito Brasileiro Banco do Brasil:2015-16[17]
- Etapa de Bauru  do Circuito Brasileiro Banco do Brasil:2015-16[10]
- Etapa de Contagem  do Circuito Brasileiro Banco do Brasil:2015-16[10]
- Etapa de Belo Horizonte  do Circuito Brasileiro Banco do Brasil:2015-16[10]
- Etapa de Goiânia do Circuito Brasileiro Banco do Brasil:2015-16[10]
- Etapa de Recife do Circuito Brasileiro Banco do Brasil:2015-16[10]
- Etapa de Campinas do Circuito Brasileiro Banco do Brasil:2014-15[10]
- Etapa de Vitória do Circuito Brasileiro Banco do Brasil:2014-15[10]
- Etapa de Porto Alegre do Circuito Brasileiro Banco do Brasil:2014-15[10]
- Etapa de São José do Circuito Brasileiro Banco do Brasil:2014-15[10]
- Etapa de João Pessoa do Circuito Brasileiro Banco do Brasil:2014-15[10]
- Etapa de Niterói do Circuito Brasileiro Banco do Brasil:2014-15[10]
- Circuito Brasileiro Banco do Brasil:2013-14[10]
- Etapa de João Pessoa do Circuito Brasileiro Banco do Brasil:2013-14[10]
- Etapa de São Luís do Circuito Brasileiro Banco do Brasil:2013-14[10]
- Etapa de Guarujá do Circuito Brasileiro Banco do Brasil:2013-14[10]
- Etapa de São José do Circuito Brasileiro Banco do Brasil:2013-14[10]
- Etapa de Maceió do Circuito Brasileiro Banco do Brasil:2013-14[10]
- Etapa de Natal do Circuito Brasileiro Banco do Brasil:2013-14[10]
- Etapa de Rio de Janeiro do Circuito Brasileiro Banco do Brasil:2013-14[10]
- Etapa de Vitória do Circuito Brasileiro Banco do Brasil:2013-14[10]
- Circuito Brasileiro Banco do Brasil:2012-13[10]
- Etapa de João Pessoa do Circuito Brasileiro Banco do Brasil:2012-13[10]
- Etapa de Maceió do Circuito Brasileiro Banco do Brasil:2012-13[10]
- Etapa de Brasília do Circuito Brasileiro Banco do Brasil:2012-13[10]
- Etapa de Cuiabá do Circuito Brasileiro Banco do Brasil:2012-13[10]
- Etapa de Belo Horizonte do Circuito Brasileiro Banco do Brasil:2012-13[10]
- Etapa de Recife do Circuito Brasileiro Banco do Brasil:2008[10]
- Etapa Challenger de Aracaju do Circuito Brasileiro Banco do Brasil:2012[10]
- Etapa de Fortaleza do Circuito Brasileiro Banco do Brasil:2011[10]
- Etapa de João Pessoa do Circuito Brasileiro Banco do Brasil:2011[10]
- Etapa de Caxias do Sul do Circuito Brasileiro Banco do Brasil:2010[10]
- Etapa de Camaçari do Circuito Brasileiro Banco do Brasil:2008[10]
- Etapa de Xangri-lá do Circuito Brasileiro Banco do Brasil:2008[10]
- Etapa de Fortaleza do Circuito Brasileiro Banco do Brasil:2008[10]
- Etapa de Porto Alegre do Circuito Brasileiro Banco do Brasil:2007[10]
- Etapa de Campo Grande do Circuito Brasileiro Banco do Brasil:2006[10]
- Etapa de Vila Velha do Circuito Brasileiro Banco do Brasil:2007[10]
- Etapa de Cabo Frio do Circuito Brasileiro Banco do Brasil:2007[10]
- Etapa de João Pessoa do Circuito Brasileiro Banco do Brasil:2006[10]
- Etapa de Campo Grande do Circuito Brasileiro Banco do Brasil:2006[10]
- Etapa de Porto Alegre do Circuito Brasileiro Banco do Brasil:2006[10]
- Etapa de Curitiba do Circuito Brasileiro Banco do Brasil:2006[10]
- Etapa de Campinas do Circuito Brasileiro Banco do Brasil:2005[10]
- Etapa de João Pessoa do Circuito Brasileiro Banco do Brasil:2005[10]
- Etapa de Ipatinga do Circuito Brasileiro Banco do Brasil:2004[10]
- Etapa de Goiás do Circuito Estadual Banco do Brasil:2009[10]
- Circuito Estadual do Paraná de Vôlei de Praia:2004[13]
- Circuito Estadual do Paraná de Vôlei de Praia:2003[12]

## Premiações Individuais
- MVP do Campeonato Mundial de Voleibol de Praia de 2015[10]
- Melhor Levantamento do Circuito Brasileiro Banco do Brasil de 2013-14[10]
- Revelação do Circuito Brasileiro Banco do Brasil de 2005[10]